# Ариада-НХ
«Ариада-НХ» — хоккейная команда из города Волжск, Марий Эл. Основана в 1996 году. Выступал в Высшей хоккейной лиге. Частная команда, владельцем которой является ЗАО «Ариада».

## История
С начала своего существования принимала участие в Любительской лиге, Первой лиге дивизиона «Поволжье и Центр», а также Высшей лиге, ВХЛ. В год вступления в Высшую лигу прежнее название «Ариада» было сменено на «Ариада-Акпарс». Также были попытки увезти команду в Йошкар-Олу, столицу Республики Марий Эл. Но после одного сезона пребывания там команда вернулась в Волжск. 10 июня 2013 года снова сменила название, вернувшись к старому варианту.
В сезоне 2012/2013 была фарм-клубом «Металлурга» из Новокузнецка. В сезонах 2014/2015 и 2015/2016 была фарм-клубом «Лады». С 2016 по 2017 год — фарм-клуб нижнекамского «Нефтехимика».
В 2016 году, столкнувшись с финансовыми проблемами, клуб вошёл в структуру «Нефтехимика».
В 2016 году хоккейный клуб «Ариада» был расформирован. На 28 мая 2017 года команда находилась в стадии ликвидации и прекращает своё существование.

## Достижения
- Сезон 2001/2002
  - Победитель регулярного первенства России среди команд Первой лиги (регион «Поволжье»)
  - Бронзовый призёр третьего этапа первенства России (плей-офф) на звание чемпиона региона «Поволжье»
- Сезон 2002/2003
  - Победитель регулярного первенства России среди команд Первой лиги (регион «Поволжье»)
  - Чемпион региона «Поволжье» (плей-офф)
- Сезон 2003/2004
  - Победитель регулярного первенства России среди команд Первой лиги (регион «Поволжье»)
  - Серебряный призёр третьего этапа (плей-офф) первенства России на звание чемпиона региона «Поволжье»
  - Победитель финальных игр среди команд Первой лиги
- Сезон 2004/2005
  - Победитель регулярного первенства России среди команд Первой лиги (регион «Поволжье»)
  - Серебряный призёр третьего этапа первенства России на звание чемпиона региона «Поволжье» (плей-офф)
  - Бронзовый призёр финальных игр среди команд Первой лиги
- Сезон 2005/2006
  - Победитель регулярного первенства России среди команд Первой лиги (регион «Поволжье»)
  - Обладатель Кубка Президента РМЭ Л. И. Маркелова
  - Чемпион региона «Поволжье» (плей-офф)
  - Победитель финальных игр среди команд Первой лиги
- Сезон 2012/13
  - Бронзовый призёр Чемпионата Высшей хоккейной лиги (ВХЛ)

## Главные тренеры команды
- Черепанов Анатолий Борисович (1996—1998)
- Валиахметов Анвар Хасанзянович (1998—2011)
- Гизатуллин Ильнур Альфридович (2011—2014)
- Жилинский Игорь Валентинович (2014 — 28 октября 2014)
- Царёв Андрей Александрович (28 октября 2014 — 4 декабря 2015)
- Бульин Владислав Александрович (4 декабря 2015 — февраль 2016, и. о.)
- Синицын Владимир Геннадьевич (июль — 28 ноября 2016)
- Агеев Александр Николаевич (28 ноября 2016 — 2017)